# Old Trafford
Das Old Trafford ist ein Fußballstadion in England und die Heimspielstätte des Premier-League-Klubs Manchester United. Es befindet sich in Trafford im Metropolitan County Greater Manchester, etwa dreieinhalb Kilometer südwestlich des Stadtzentrums von Manchester. Das Stadion ist nach dem Stadtteil Old Trafford benannt, in dem auch der Old Trafford Cricket Ground liegt. Mit einer Kapazität von 74.310 Zuschauern ist es nach dem Wembley-Stadion das zweitgrößte Fußballstadion im Vereinigten Königreich.
Das Old Trafford, das von Bobby Charlton den Spitznamen Theatre of Dreams („Theater der Träume“) erhielt, entstand nach den Plänen des Architekten Archibald Leitch und wurde im Jahr 1910 eröffnet. Den Besucherrekord erzielte man im Jahr 1939, als 76.962 Zuschauer das Halbfinale des FA Cup zwischen den Wolverhampton Wanderers und Grimsby Town sahen. Aufgrund von Schäden durch Fliegerbomben während The Blitz im Zweiten Weltkrieg konnte das Old Trafford von 1941 bis 1949 nicht genutzt werden und Manchester United musste das Stadion Maine Road des Stadtrivalen Manchester City nutzen. Die Konsequenzen aus dem 1990 erschienenen Taylor Report hatten in den folgenden zwei Jahrzehnten umfangreiche Umbauarbeiten zu einem reinen Sitzplatzstadion zur Folge, wodurch die Kapazität zwischenzeitlich auf 44.000 Zuschauer sank. Mit mehreren Tribünenneubauten stieg sie bis 2009 wieder auf den heutigen Stand.
Im Old Trafford fanden zahlreiche bedeutende Fußballspiele statt, darunter Länderspiele der englischen Fußballnationalmannschaft, Spiele der Fußball-Weltmeisterschaft 1966 und der Fußball-Europameisterschaft 1996, das Finale der UEFA Champions League 2002/03 sowie Spiele des olympischen Fußballturniers 2012. Das Old Trafford ist auch Austragungsort wichtiger Begegnungen in der Sportart Rugby League, darunter die Finalspiele der Weltmeisterschaften 2000 und 2013; darüber hinaus findet hier seit 1998 das Finale der Super League statt.

## Geschichte

### Stadionbau und erste Jahre
Der Manchester United Football Club, 1878 als Newton Heath L&Y Railway Football Club gegründet, spielte in den ersten drei Jahrzehnten seines Bestehens an zwei verschiedenen Standorten: zunächst bis 1893 an der North Road im Stadtteil Newton Heath, anschließend an der Bank Street in Clayton. Beide Stadien waren von sehr schlechten Platzverhältnissen geprägt, bei denen die Spielfelder eher Kiesgruben oder Sümpfen glichen. An der Bank Street litten die Spieler zusätzlich unter den Rauchschwaden benachbarter Fabriken. Der Brauereiunternehmer John Henry Davies bewahrte den Verein 1902 vor dem Konkurs und benannte ihn in Manchester United um. Als mit dem Meistertitel 1908 und dem Pokalsieg 1909 erfolgreichere Zeiten anbrachen, hielt er das Stadion an der Bank Street nicht mehr für angemessen, so dass er Geldmittel für ein neues Stadion zur Verfügung stellte. Davies hielt in und um Manchester Ausschau nach einem geeigneten Standort und fand eine freie Fläche neben dem Bridgewater-Kanal in Old Trafford.

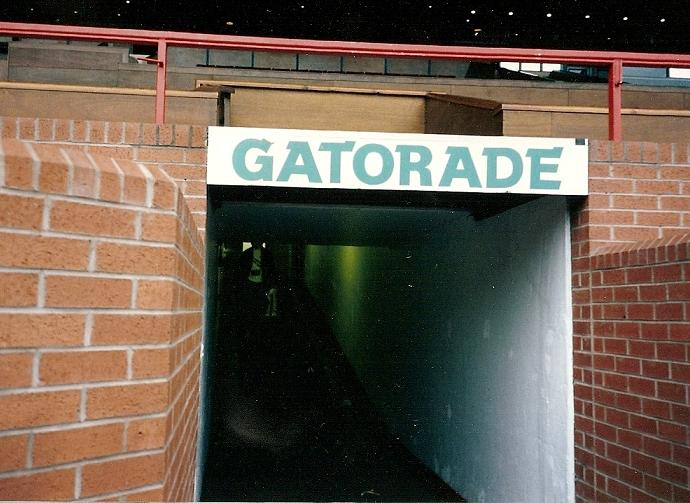
Der ehemalige Spielertunnel ist das einzige erhalten gebliebene Element von Archibald Leitchs Bauwerk

Der erste Entwurf des schottischen Architekten Archibald Leitch, der zuvor bereits mehrere Stadien entworfen hatte, sah eine Kapazität von 100.000 Zuschauern vor. Während an der Südseite eine überdachte Sitzplatztribüne geplant war, sollten an den drei übrigen Seiten nicht überdachte Stehplatzterrassen entstehen. Zusammen mit dem Landkauf wurden die Baukosten auf ursprünglich insgesamt 60.000 Pfund Sterling veranschlagt. Als die Kosten zu steigen begannen, wären 30.000 Pfund zusätzlich notwendig geworden, um die beabsichtigte Kapazität zu erreichen. Auf Anregung von Vereinssekretär John Bentley wurde die Kapazität auf ungefähr 80.000 Zuschauer reduziert. Trotz dieser Sparmaßnahme festigten die hohen Baukosten den seit der Übernahme durch Davies erworbenen Ruf von Manchester United als „Geldsack“-Verein (Moneybags United), zumal die Ablösesummen sich damals um 1.000 Pfund bewegten.
Im Mai 1908 versuchte Leitch die Eisenbahngesellschaft Cheshire Lines Committee (CLC), die unmittelbar neben dem vorgeschlagenen Baugelände ein Depot besaß, durch ein Schreiben zu überzeugen, den Bau der Haupttribüne neben der Bahnlinie finanziell mit 10.000 Pfund zu unterstützen – rückzahlbar durch jährliche Raten von 2.000 Pfund oder durch die Hälfte der Einnahmen aus dem Eintrittskartenverkauf der Haupttribüne bis zur Begleichung des Darlehens. Trotz der Zusicherung, dass der Verein selbst und zwei von Davies geführte lokale Brauereien für das Darlehen bürgen würden, lehnte die CLC den Vorschlag ab. Die CLC hatte geplant, neben dem neuen Stadion einen Bahnhof zu bauen. Der Bahnhof Trafford Park entstand schließlich knapp zwei Kilometer weiter stadtauswärts als ursprünglich geplant. Zwei Jahrzehnte später entstand eine kleine Haltestelle mit hölzernen Bahnsteigen unmittelbar neben dem Stadion. Sie wurde am 21. August 1935 eröffnet und hieß zunächst United Football Ground, erhielt aber zu Beginn des folgenden Jahres die neue Bezeichnung Old Trafford Football Ground.
Die Bauarbeiten am Stadion führte das Unternehmen Messrs Brameld and Smith aus Manchester aus, Ende 1909 war das Bauprojekt abgeschlossen. Das Eröffnungsspiel fand am 19. Februar 1910 statt: Manchester United empfing den FC Liverpool und verlor mit 3:4. Ein beim Spiel anwesender Journalist des Sporting Chronicle berichtete, dieses Stadion sei „die ansehnlichste, weitläufigste und außergewöhnlichste Arena, die ich jemals gesehen habe. Als Fußballstadion ist sie in der Welt unerreicht, sie ist eine Ehre für Manchester und die Heimat einer Mannschaft, die Wunder vollbringen kann, wenn sie entsprechend gewillt ist.“
Vor dem Bau des Wembley-Stadions im Jahr 1923 fanden die Endspiele des FA Cup in wechselnden Stadien in England statt, zweimal auch im Old Trafford. Die erste Begegnung war die Wiederholung des Endspiels von 1911 zwischen Bradford City und Newcastle United, nachdem das eigentliche Endspiel in Crystal Palace nach Verlängerung mit einem torlosen Unentschieden geendet hatte. In Manchester setzte sich Bradford am 26. April vor 58.000 Zuschauern mit 1:0 durch. Das zweite Endspiel fand am 24. April 1915 statt. Dabei siegte Sheffield United mit 3:0 gegen den FC Chelsea. Da die meisten der 50.000 Zuschauer Militärangehörige waren, erhielt dieses Spiel den Spitznamen Khaki Cup Final. Das erste Länderspiel im Old Trafford folgte am 17. April 1926: Vor 49.429 Zuschauern verlor England mit 0:1 gegen Schottland.

### Kriegsschäden
Als Teil eines 35.000 Pfund teuren Modernisierungsprogramms erhielt die Nordtribüne 1936 ein 80 Yards (73,15 Meter) langes Dach, zwei Jahre später kamen Dächer über die zwei südlichen Ecken hinzu. Als der Zweite Weltkrieg ausbrach, requirierte das Militär das Stadion, um es als Lager zu verwenden. Fußball wurde weiterhin gespielt, bis ein deutscher Luftangriff auf das benachbarte Industriegebiet Trafford Park am 22. Dezember 1940 das Stadion so weit beschädigte, dass das geplante Weihnachtsspiel gegen Stockport County ins Stadion der Gastmannschaft verlegt werden musste. Nach Beseitigung der Schäden konnte der Spielbetrieb am 8. März 1941 wieder aufgenommen werden, doch ein weiterer deutscher Angriff am 11. März zerstörte das Stadion zu einem großen Teil (insbesondere die Haupttribüne). Manchester United war gezwungen, seinen Sitz in das Colnbrook-Kühllager zu verlegen, das dem Vereinsvorsitzenden James W. Gibson gehörte.
Auf Druck von Gibson gewährte die Kriegsschädenkommission (War Damages Commission) dem Verein eine Entschädigung von 4.800 Pfund für die Beseitigung der Trümmer und weitere 17.478 Pfund für den Wiederaufbau der Tribüne. Während des Wiederaufbaus des Stadions trug Manchester United seine Heimspiele an der Maine Road aus, dem Stadion des Stadtrivalen Manchester City. Der Verein musste jährlich 5.000 Pfund Miete bezahlen und einen Anteil an den Zuschauereinnahmen abgeben. Manchester United hatte nun Schulden in der Höhe von 15.000 Pfund und konnte diese aufgrund der erhöhten Kosten kaum abtragen. Der Unterhaus-Abgeordnete Ellis Smith von der Labour Party ersuchte die Regierung vergeblich um eine Aufstockung der Entschädigung für den Verein. Mehr als acht Jahre nach der Zerstörung konnte das Old Trafford wieder genutzt werden. Das erste Spiel im wiederhergestellten Stadion fand am 24. August 1949 statt, als 41.748 Zuschauer den 3:0-Sieg des Heimteams gegen die Bolton Wanderers mitverfolgten.

### Umbauten nach dem Wiedereinzug
1951 war das Dach über der Haupttribüne wiederhergestellt und bald darauf erhielten auch die drei übrigen Tribünen eine Überdachung, zuletzt 1959 die Westtribüne. Der Verein investierte 40.000 Pfund in eine angemessene Flutlichtanlage, um das Stadion auch abends unter der Woche für europäische Pokalspiele nutzen zu können und somit das Ausweichen an die Maine Road zu vermeiden. Um störende Schattenwürfe auf dem Spielfeld zu vermeiden, wurden zwei Abschnitte des Haupttribünendachs entfernt. Das erste Spiel unter Flutlicht war eine Meisterschaftspartie zwischen Manchester United und den Bolton Wanderers am 25. März 1957.
Obwohl die Zuschauer die Spieler nun auch abends sehen konnten, bestand noch immer das Problem, dass die Stützpfeiler das Sichtfeld einschränkten. Die bevorstehende Fußball-Weltmeisterschaft 1966 veranlasste die Vereinsführung dazu, die Nordtribüne an der United Road vollständig neu zu gestalten. Die alten Stützpfeiler wurden 1965 durch moderne Auskragungen auf dem Dach ersetzt, was sämtlichen Zuschauern einen uneingeschränkten Blick auf das Spielgeschehen ermöglichte. Bei Kosten von 350.000 Pfund erweiterte man die Tribünenkapazität auf 20.000 Zuschauer (je zur Hälfte Sitz- und Stehplätze). Das zuständige Architekturbüro Mather and Nutter gestaltete die Tribüne so um, dass sich vorne der terrassierte Stehplatzbereich befand und dahinter der größere Sitzplatzbereich, mit den ersten VIP-Logen in einem britischen Fußballstadion. Die Osttribüne, die einzige noch nicht überdachte, wurde 1973 im selben Stil umgestaltet.

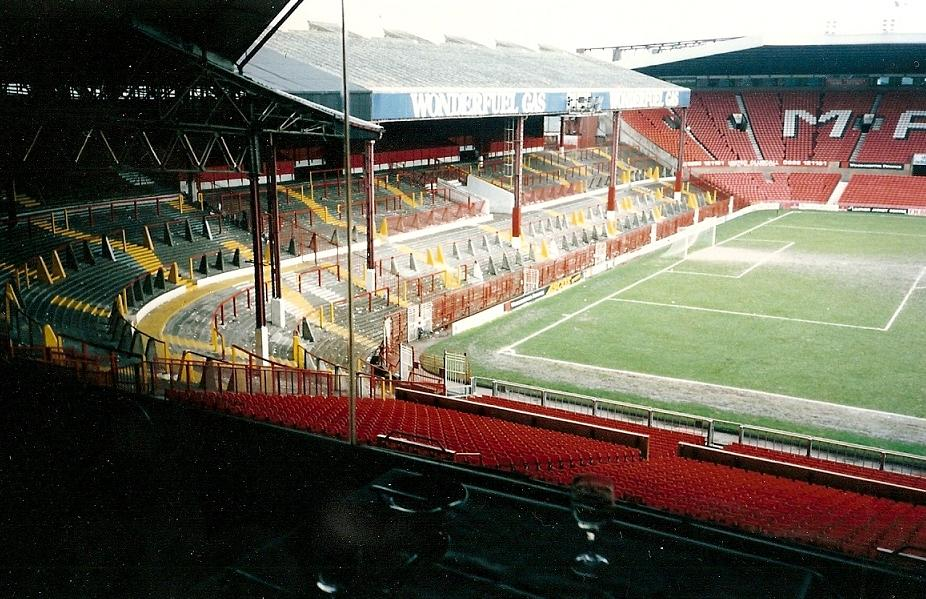
Die Westtribüne vor dem Umbau in den frühen 1990er Jahren

Nachdem nun zwei Tribünen mit Auskragungen versehen worden waren, erarbeiteten die Vereinsbesitzer einen langfristigen Plan, um auch die zwei übrigen Tribünen umzubauen und das Stadion in eine schüsselartige Arena zu verwandeln. Sie erhofften sich dadurch, den Lärm der Menge auf das Spielfeld zu fokussieren, was zu einer besseren Stimmung beitragen würde. Da das Endspiel des FA Cup 1970 unentschieden geendet hatte, wurde am 29. April 1970 eine Wiederholung im Old Trafford angesetzt; Chelsea gewann das Spiel gegen Leeds United vor 62.078 Zuschauern mit 2:1. Das Stadion war auch Austragungsort des Rückspiels des Weltpokals 1968, in welchem sich Estudiantes de La Plata die Trophäe mit einem 1:1-Unentschieden sicherte.
In den 1970er Jahren war der britische Fußball von einem dramatischen Anstieg des Hooliganismus betroffen. Ein Zuschauer warf am 27. Februar 1971 bei einem Spiel gegen Newcastle United ein Messer auf das Spielfeld, woraufhin sich der Verein gezwungen sah, erstmals in einem britischen Stadion einen Schutzzaun zu errichten. Als Folge dieses Zwischenfalls musste Manchester United die ersten beiden Heimspiele der Saison 1971/72 an der Anfield Road in Liverpool austragen. Ab 1973 war das Stadion in seinem ganzen Umfang überdacht. Die Osttribüne erhielt zusätzlich 5.500 Sitzplätze und in der Nordostecke ersetzte man die alte, manuelle Anzeigetafel durch ein elektronisches Modell. 1975 begann ein drei Millionen Pfund teures Ausbauprogramm, beginnend mit der Hinzufügung der Executive Suite zur Haupttribüne. Vom Restaurant der Suite konnte man auf das Spielfeld sehen, doch noch immer schränkten die Stützpfeiler das Sichtfeld ein. Aus diesem Grund erhielt auch das Dach der Haupttribüne eine Auskragung. Dadurch konnten die Executive Suite und das Dach auf die gesamte Tribünenlänge ausgedehnt werden, was dem Verein erlaubte, seine Büros von der Südostecke zur Haupttribüne zu verlegen. Der südöstliche Quadrant wurde 1985 entfernt und durch eine Sitzplatzsektion ersetzt. Die Vollendung des Kragträgerdachs auf drei Seiten des Stadions erlaubte 1987 die Ersetzung der alten Flutlichtpylonen und die Anbringung neuer Flutlichter rund um den inneren Rand des Dachs.

### Umbau zum reinen Sitzplatzstadion
Mit jeder Erneuerung, die seit dem Zweiten Weltkrieg vorgenommen worden war, sank die Kapazität des Stadions kontinuierlich, von ursprünglich 80.000 auf etwa 60.000. Der im Jahr 1990 veröffentlichte Taylor Report, der die Ursachen der Hillsborough-Katastrophe von Sheffield am 15. April 1989 untersuchte, hatte weitreichende Konsequenzen zur Folge. Gestützt auf den Bericht forderte die britische Regierung den Umbau der Stadien aller Erst- und Zweitligavereine zu reinen Sitzplatzstadien. Manchester United hatte geplant, für 3,5 Millionen Pfund die Westtribüne durch eine neue Stehplatztribüne mit auskragendem Dach zu ersetzen. Diese Pläne mussten nun grundlegend geändert werden. Die erzwungene Umgestaltung, die auch die Entfernung der Stehplatzbereiche vor den drei übrigen Tribünen erforderte, hatte nicht nur die Erhöhung der Kosten auf rund 10 Millionen Pfund zur Folge, sondern reduzierte auch die Zuschauerkapazität auf einen historischen Tiefststand von 44.000. Darüber hinaus teilte die Regierung 1992 mit, dass der Verein nur 1,4 Millionen Pfund Subventionen für Arbeiten im Zusammenhang mit dem Taylor Report erhalten werde, anstatt der möglichen zwei Millionen Pfund.

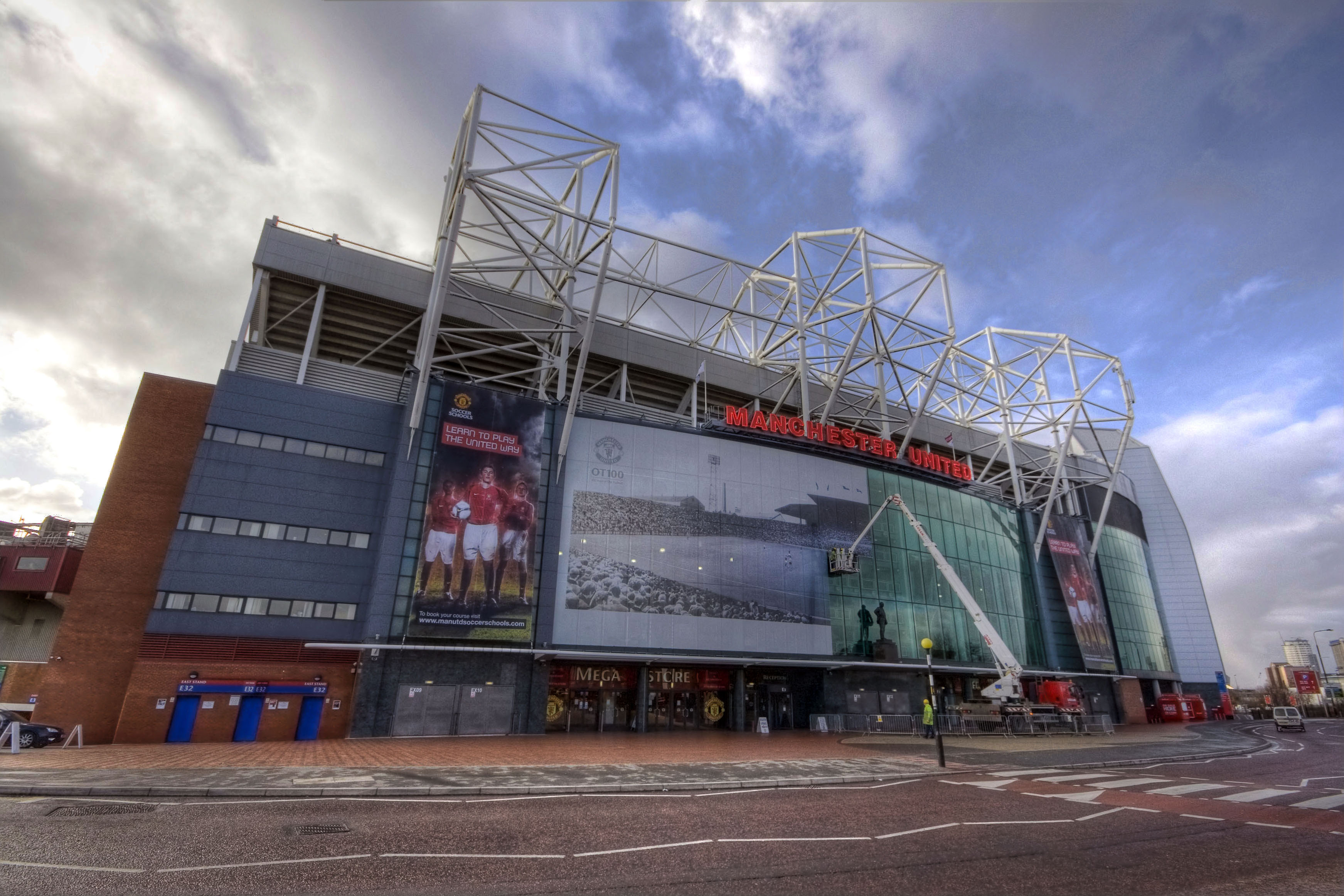
Die umgebaute Osttribüne wurde zu Beginn der Saison 2000/01 eröffnet

Da der Verein ab den frühen 1990er Jahren wieder vermehrt Erfolge feierte und somit an Beliebtheit zulegte, erforderte dies weitere bauliche Maßnahmen. 1995 wurde die 30 Jahre alte Nordtribüne abgerissen, um in Hinblick auf die bevorstehende Fußball-Europameisterschaft 1996 einen Neubau zu errichten. Zu diesem Zweck erwarb der Verein im März 1995 für 9,2 Millionen Pfund ein 81.000 Quadratmeter großes Gewerbegelände auf der gegenüberliegenden Seite der United Road. Die Bauarbeiten begannen im Juni 1995 und waren im Mai 1996 abgeschlossen. Noch während der Saison konnten zwei der drei Ränge der Tribüne eröffnet werden. Die Tribüne, deren Baukosten insgesamt 18,65 Millionen Pfund betrugen, hatte eine Kapazität von 25.500 Zuschauern, wodurch die Gesamtkapazität auf mehr als 55.000 erhöht werden konnte. Das Kragträgerdach maß von der Rückwand bis zur vorderen Kante 58,5 Meter und war damals das größte Europas. Während der Europameisterschaft 1996 wurden im Old Trafford drei Gruppenspiele, ein Viertelfinale und ein Halbfinale ausgetragen, außerdem fand zum Abschluss am 29. Juni 1996 ein Konzert der Gruppe Simply Red im Old Trafford statt.
Die anhaltenden Erfolge von Manchester United in den folgenden Jahren ließen einen weiteren Ausbau finanziell lohnend erscheinen. Zunächst wurde bis Januar 2000 ein zweiter Rang zur Osttribüne hinzugefügt, wodurch die Kapazität auf 61.000 Zuschauer anstieg. Durch das Hinzufügen eines zweiten Ranges zur Westtribüne im folgenden Jahr kamen mehr als 7.000 weitere Sitzplätze hinzu. Die Kapazität betrug nun 68.217 Zuschauer, womit das Old Trafford nun das größte Vereinsstadion Großbritanniens war. Am 28. Mai 2003 war das Old Trafford erstmals Austragungsort eines bedeutenden europäischen Endspiels, als sich die beiden italienischen Vereine AC Mailand und Juventus Turin im Finale der UEFA Champions League 2002/03 gegenüberstanden.
Von 2001 bis 2007, nach dem Abriss des alten Wembley-Stadions, hatte die englische Nationalmannschaft vorübergehend keine eigentliche Heimspielstätte. Während dieser Zeit war sie in verschiedenen Stadien zu Gast, beispielsweise im Villa Park in Birmingham oder im St. James’ Park in Newcastle. Auch im Old Trafford fanden zwischen 2003 und 2007 zwölf der 23 Heimspiele statt. Das bisher letzte Länderspiel im Stadion von Manchester United wurde am 7. Februar 2007 ausgetragen, wobei England vor 58.207 Zuschauern mit 0:1 gegen Spanien verlor.

### Seit dem Ausbau 2006
Eine zwischen Juli 2005 und Mai 2006 ausgeführte Erweiterung des Old Trafford führte zu einer Erhöhung der Stadionkapazität um weitere 8.000 Sitze durch das Hinzufügen zweiter Ränge in den nordwestlichen und nordöstlichen Quadranten. Ein Teil der neuen Sitzplätze konnte erstmals am 26. März 2006 genutzt werden, als 69.070 Zuschauer beim 3:0-Heimsieg gegen Birmingham City anwesend waren und dabei einen Besucherrekord für ein Spiel der Premier League erzielten. Der Rekord wurde sukzessive erhöht, bis er am 31. März 2007 mit 76.098 bei 76.212 verfügbaren Plätzen Zuschauern einen vorläufigen Höchststand erreichte. Eine Umstellung der Sitzreihen im Stadion führte 2009 zu einer Reduktion der Kapazität um 255 Sitzplätze auf 75.957. Für die Saison 2013/14 gibt die Premier League eine nochmals leicht verringerte Kapazität von 75.731 Zuschauern an.
Anlässlich des 100. Stadionjubiläums am 19. Februar 2010 organisierte der Verein mehrere Veranstaltungen. Auf der offiziellen Website wurden 100 denkwürdige Ereignisse der Stadiongeschichte, von denen eine Jury (unter anderem mit den ehemaligen Spielern Pat Crerand und Wilf McGuinness) die zehn besten auswählte. Unter der Leitung des Künstlers Harold Riley fand ein Zeichenwettbewerb für Kinder aus umliegenden Schulen statt, bei dem sie Darstellungen des Stadions in der Vergangenheit, der Gegenwart und der Zukunft kreierten. Die besten Zeichnungen wurden geehrt und im Zugang zu einer der Tribünen ausgestellt. Am Jubiläumstag eröffneten der ehemalige Torhüter Jack Crompton und Generaldirektor David Gill eine Sonderausstellung im Vereinsmuseum. Beim Heimspiel gegen den FC Fulham am 14. März erhielten die Fans einen Nachdruck des Programmhefts des ersten Spiels im Old Trafford und in der Halbzeitpause vergruben Nachkommen der damals beteiligten Spieler, des damaligen Vereinsvorsitzenden John Henry Davies und des Stadionarchitekten Archibald Leitch nahe dem zentralen Tunnel eine Zeitkapsel mit Erinnerungsstücken.
Während der Olympischen Sommerspiele 2012 war das Old Trafford Austragungsort mehrerer Spiele des Fußballturniers. Bei den Männern fanden fünf Vorrundenspiele, ein Viertelfinale und ein Halbfinale, bei den Frauen ein Vorrundenspiel und ein Halbfinale statt. Es war das erste Mal überhaupt, dass im Old Trafford internationale Frauenfußballpartien stattgefunden hatten.
2013 stufte der Stadtrat von Trafford das Stadion als Asset of Community Value ein, wodurch Manchester United das Old Trafford im Falle eines Verkaufs zuerst Interessenten aus der Gemeinde anbieten müsste. Die Geschäftsleitung des Vereins bekämpfte diese Einstufung zunächst, zog aber später den Antrag auf Revision zurück.

## Bauwerk und Einrichtungen

Tribünenplan des Old Trafford; die schraffierten Flächen markieren den Gästesektor

Das Spielfeld des Old Trafford ist von vier überdachten Sitzplatztribünen umgeben. Offiziell heißen sie Sir Alex Ferguson Stand (Nordtribüne), East Stand (Osttribüne), Sir Bobby Charlton Stand (Südtribüne) und West Stand (Westtribüne). Die Tribünen verfügen über mindestens zwei Ränge, mit Ausnahme der Südtribüne, die aufgrund baulicher Einschränkungen nur einen Rang hat. Der untere Rang jeder Tribüne ist in eine untere und obere Sektion unterteilt, letztere entstanden in den frühen 1990er Jahren durch den Umbau der früheren Terrassen. Das Stadion kann täglich auf geführten Rundgängen besichtigt werden (mit Einschränkungen an Spieltagen).

### Nordtribüne(Sir Alex Ferguson Stand)

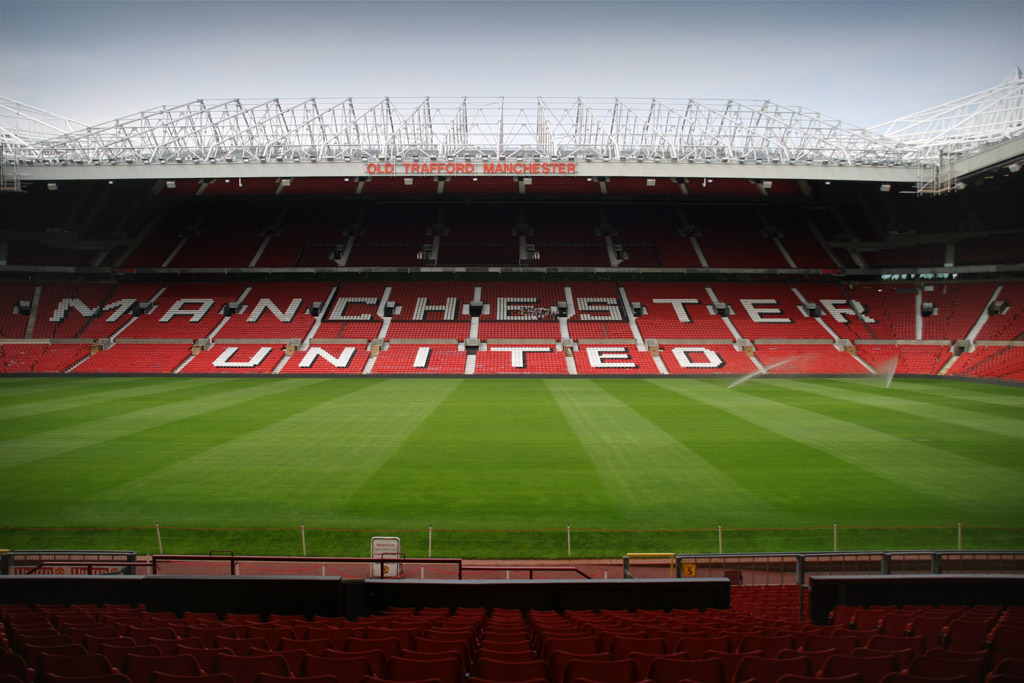
Nordtribüne des Old Trafford (Sir Alex Ferguson Stand)

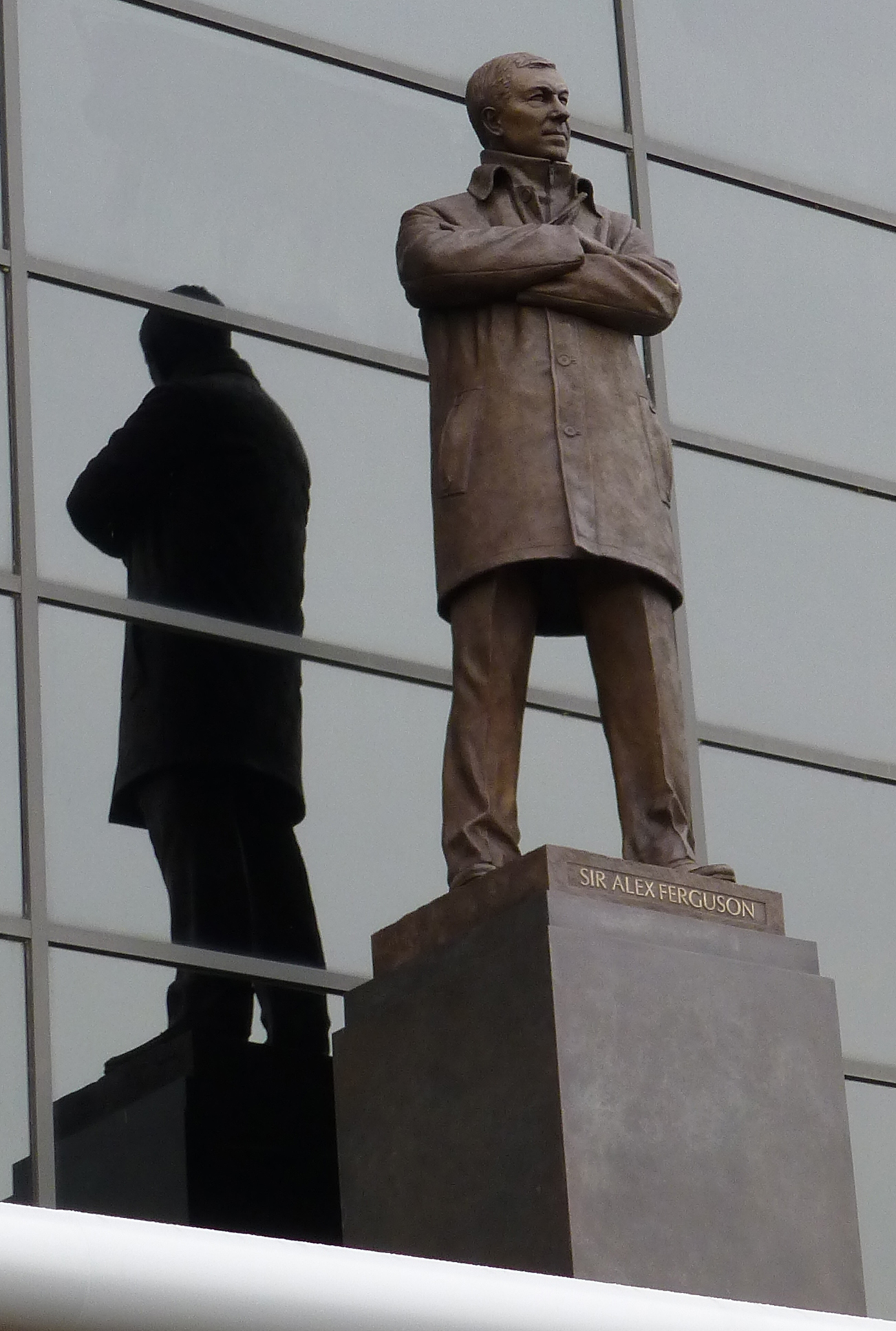
Alex-Ferguson-Statue

Der Sir Alex Ferguson Stand, früher als United Road Stand und North Stand bezeichnet, erstreckt sich über der angrenzenden United Road. Die Tribüne ist drei Ränge hoch und fasst rund 26.000 Zuschauer, womit es sich um die größte der vier Tribünen handelt. Sie kann auch einige Fans in VIP-Logen und Hospitality Suites aufnehmen. In ihrer heutigen Form wurde sie 1996 eröffnet und ist seither die Haupttribüne des Old Trafford. Sie beherbergt mehrere Einrichtungen, darunter das Red Café (ein Manchester-United-Themenrestaurant) und das Vereinsmuseum mit der Trophäensammlung. Das Museum war 1986 als weltweit erste Einrichtung dieser Art eröffnet worden und befand sich ursprünglich in der Südostecke des Stadions, bis es zwölf Jahre später umzog. Das Museum wurde am 11. April 1998 durch Pelé wiedereröffnet; danach stieg die jährliche Besucherzahl von 192.000 auf mehr als 300.000 im Jahr 2009.
Am 5. November 2011 wurde die Nordtribüne offiziell in Sir Alex Ferguson Stand umbenannt, zu Ehren des 25-jährigen Jubiläums von Alex Ferguson als Trainer des Vereins. Eine weitere Ehrung erhielt Ferguson am 23. November 2012 mit der Enthüllung einer Statue. Das Werk des Bildhauers Philip Jackson besteht aus Bronze, ist neun Fuß (2,74 Meter) hoch und steht an der Außenwand der Tribüne.

### Südtribüne(Sir Bobby Charlton Stand)
Die Südtribüne ist die ehemalige Haupttribüne des Old Trafford. Obwohl sie nur einen Rang aufweist, enthält sie die meisten VIP-Logen. Medienvertreter finden in der Mitte der oberen Sektion Platz, um ihnen die bestmögliche Sicht auf das Spielgeschehen zu gewährleisten. Das Gerüst für die Fernsehkameras ist ebenfalls an der Südtribüne angebracht, so dass diese Seite des Stadions bei Fernsehübertragungen am wenigsten zu sehen ist. Fernsehstudios sind an beiden Enden der Südtribüne zu finden; der vereinseigene Sender MUTV nutzt das Studio an der Ostseite, während anderen Sendern wie BBC oder Sky das Studio an der Westseite zur Verfügung steht.
Die Trainerbänke befinden sich in der Mitte der Südtribüne, etwas über dem Niveau des Spielfelds erhöht, so dass die Trainer bessere Sicht auf das Geschehen haben. Beide flankieren den alten Spielertunnel, der bis 1993 in Gebrauch war. Der Tunnel ist der einzige erhalten gebliebene Teil des Originalstadions von 1910; bei der Bombardierung im Zweiten Weltkrieg, die den größten Teil des Stadions zerstörte, blieb er unversehrt. Am 6. Februar 2008 wurde er in Munich Tunnel umbenannt, in Gedenken an den 50. Jahrestag des Flugzeugabsturzes von München im Jahr 1958, bei dem acht Spieler von Manchester United ums Leben gekommen waren. Der neue Spielertunnel befindet sich in der südwestlichen Ecke und dient auch als Eingang für Rettungsdienste. Falls große Fahrzeuge ins Stadion gelangen müssen, kann die Bestuhlung über dem Tunnel um 25 Fuß (7,62 Meter) angehoben werden. Der Tunnel führt durch die Interviewzone zu den Garderoben und zur Spielerlounge.
Am 3. April 2016 wurde die Südtribüne (“South Stand”) in „Sir Bobby Charlton Stand“ umbenannt, zu Ehren des ehemaligen Spielers und Torjägers Sir Bobby Charlton.

### Westtribüne(West Stand)

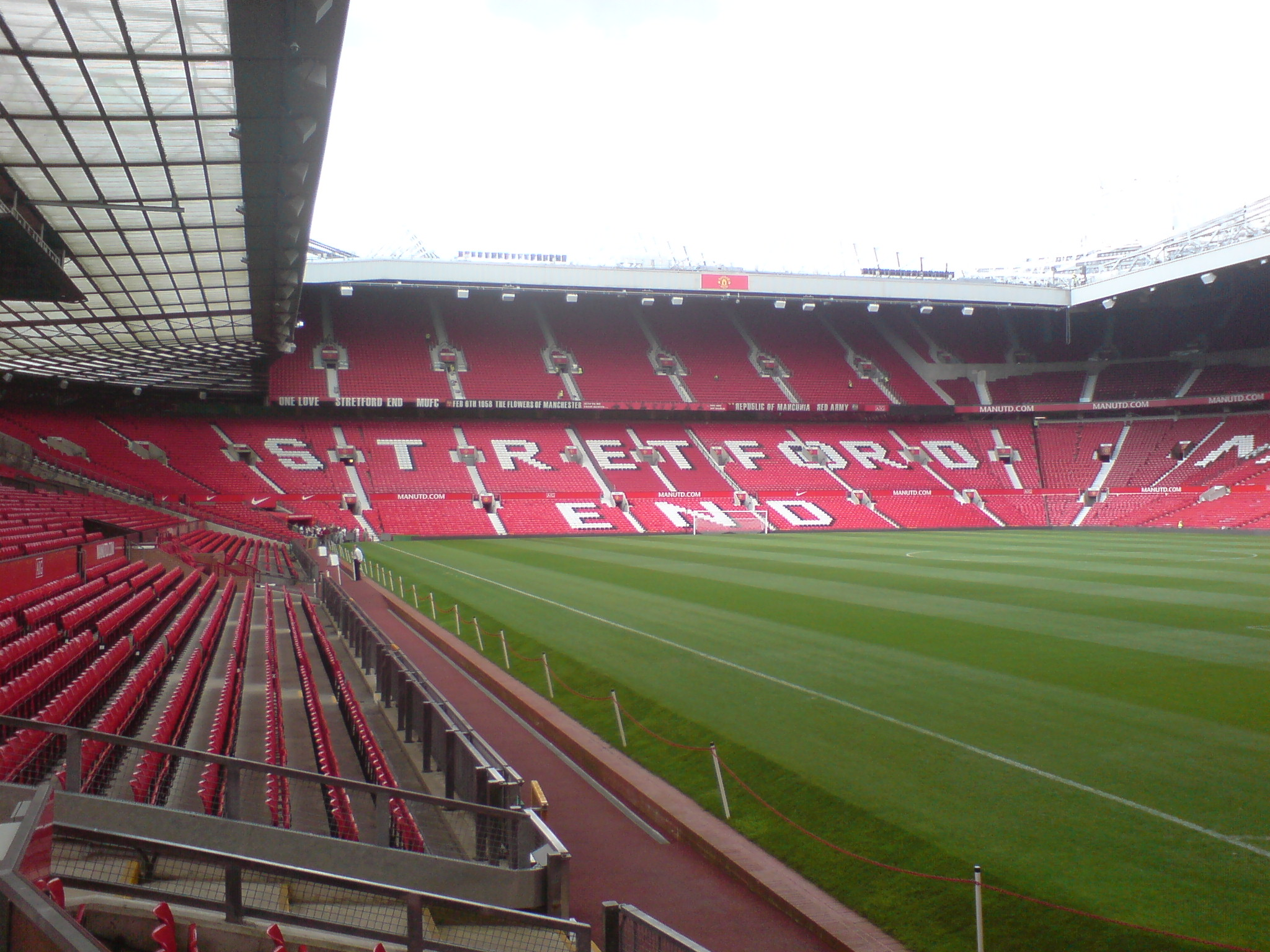
Die Sitzplätze der Westtribüne sind so bemalt, dass sie ihren Spitznamen wiedergeben

Die Westtribüne ist allgemein auch als Stretford End bekannt, da sie in die Richtung des Stadtteils Stretford weist. Traditionell halten sich hier die fanatischsten und lautesten Anhänger von Manchester United auf. Ursprünglich mit einer Kapazität von 20.000 Stehplätzen ausgestattet, war Stretford End die letzte Tribüne, die überdacht wurde und auch die letzte verbliebene, vollständig terrassierte Tribüne des Stadions vor der Aufwertung in den frühen 1990er Jahren. Den Umbau von Stretford End während der Saison 1992/93 nahm das Unternehmen Alfred McAlpine vor. Neben einzelnen VIP-Logen enthält diese Tribüne seither auch einen Bereich für Familien. Stretford End ist derart tief in der Fankultur verwurzelt, dass Denis Law den Spitznamen King of the Stretford End erhielt. Seit 2002 erinnert eine 10 Fuß (3,05 Meter) hohe Statue vom Bildhauer Ben Panting beim Zugang zum oberen Rang der Tribüne an ihn. Stretford End beherbergte außerdem von 2000 bis 2011 einen Jahreszähler, der die Jahre ohne Trophäe für den Stadtrivalen Manchester City zählte. Das Banner wurde beim Stand von 35 Jahren abgenommen, nachdem City den FA Cup 2011 gewinnen konnte.

### Osttribüne(East Stand)

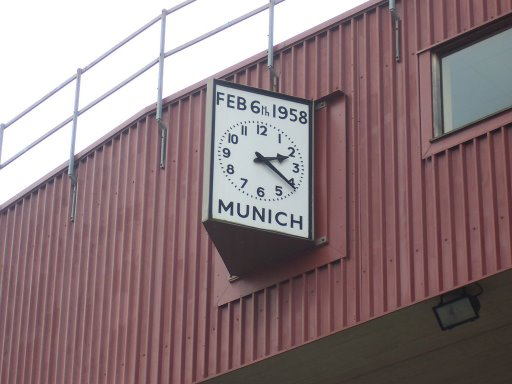
Die Munich Clock erinnert an den Flugzeugabsturz von München

Die Osttribüne war die zweite Tribüne, die ein Kragträgerdach erhielt. Sie wird allgemein auch als Scoreboard End bezeichnet, da sich hier einst die Anzeigetafel (englisch scoreboard) befand. Die Osttribüne kann zurzeit fast 12.000 Besucher aufnehmen und ist sowohl Standort der Gästesektoren als auch der Plätze für körperlich behinderte Zuschauer mit deren Begleitern. Während der Saison 2011/12 erhielten die Gästefans im Rahmen eines Experiments den dritten Rang der Nordtribüne zugewiesen, doch dessen Ergebnisse konnten nicht rechtzeitig auf die Saison 2012/13 hin ermittelt werden, so dass es bei dieser temporären Maßnahme blieb.
An ihrer Rückseite besitzt die Osttribüne eine getönte Glasfassade, dahinter befinden sich die Büros der Vereinsverwaltung und der Redaktion des Vereinsmagazins Inside United. Die Fassade wird oft mit Bildern und Werbebotschaften (hauptsächlich Produkte des Trikotsponsors Nike) geschmückt. In Gedenken an den Flugzeugabsturz von München war die Fassade im Januar und Februar 2008 mit einem Bild der Busby Babes, der von Matt Busby trainierten erfolgreichen Mannschaft der 1950er Jahre, verziert. Ein dauerhaftes Mahnmal an dieses Unglück, das einen tiefen Einschnitt in der Vereinsgeschichte darstellt, ist eine Gedenktafel am südlichen Ende der Osttribüne (in Form eines Fußballfeldes). Am Übergang zwischen Ost- und Südtribüne ist außerdem seit 1960 die Munich Clock („München-Uhr“) angebracht, eine einfach gestaltete Uhr mit den Aufschriften „Feb 6th 1958“ und „Munich“.

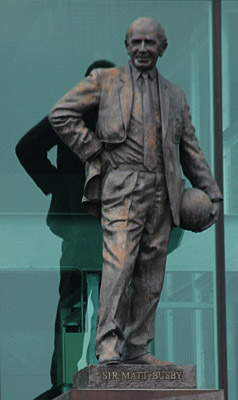
Statue von Sir Matt Busby vor der Osttribüne

Der Fanshop von Manchester United befand sich seit seiner Eröffnung an sechs verschiedenen Standorten. Ursprünglich war er in einer kleinen Hütte neben den Bahngleisen südlich des Stadions untergebracht, später wurde er in ein Gebäude gegenüber dem Eingang der Südtribüne verlegt. Die wachsende Beliebtheit des Vereins in den frühen 1990er Jahren führte zu einem weiteren Umzug, dieses Mal auf den Vorplatz der Westtribüne. Dieser Umzug war verbunden mit einer markanten Erweiterung und der Umwandlung des kleinen Ladens in einen „Megastore“, den Alex Ferguson am 3. Dezember 1994 eröffnete. Nur wenige Jahre später musste dieser Megastore der Erweiterung der Westtribüne weichen und wurde an einen temporären Standort gegenüber der Osttribüne verlegt. Seit 2000 ist der Fanshop im Erdgeschoss der erweiterten Osttribüne untergebracht und verfügt über eine Verkaufsfläche von 1.600 Quadratmetern. Besitzer und Betreiber des Ladens ist Nike. Über dem Eingang steht seit 1996 eine Bronzestatue, die Matt Busby darstellt und ebenfalls ein Werk von Philip Jackson ist.

### Spielfeld und Umgebung

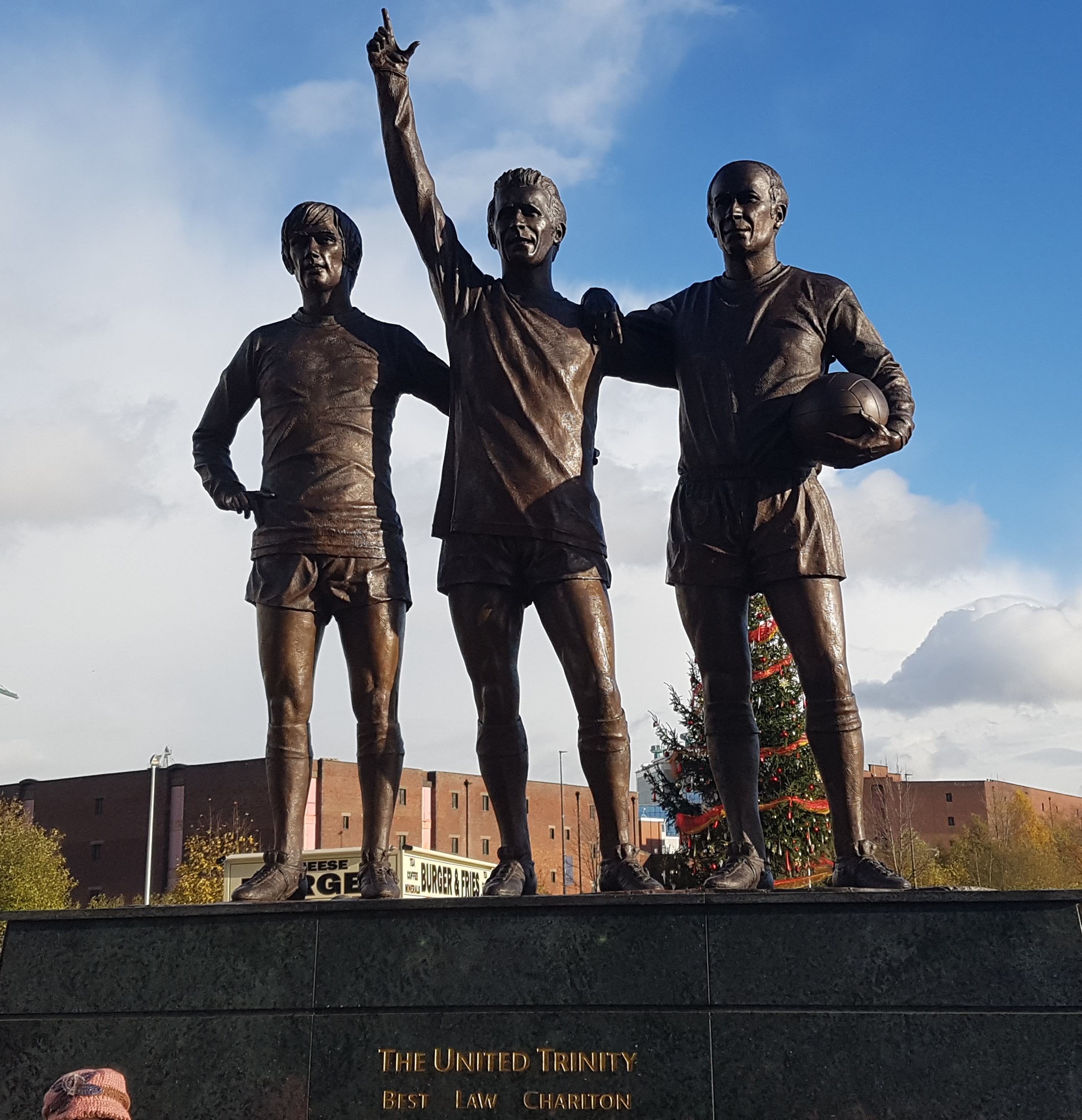
The United Trinity

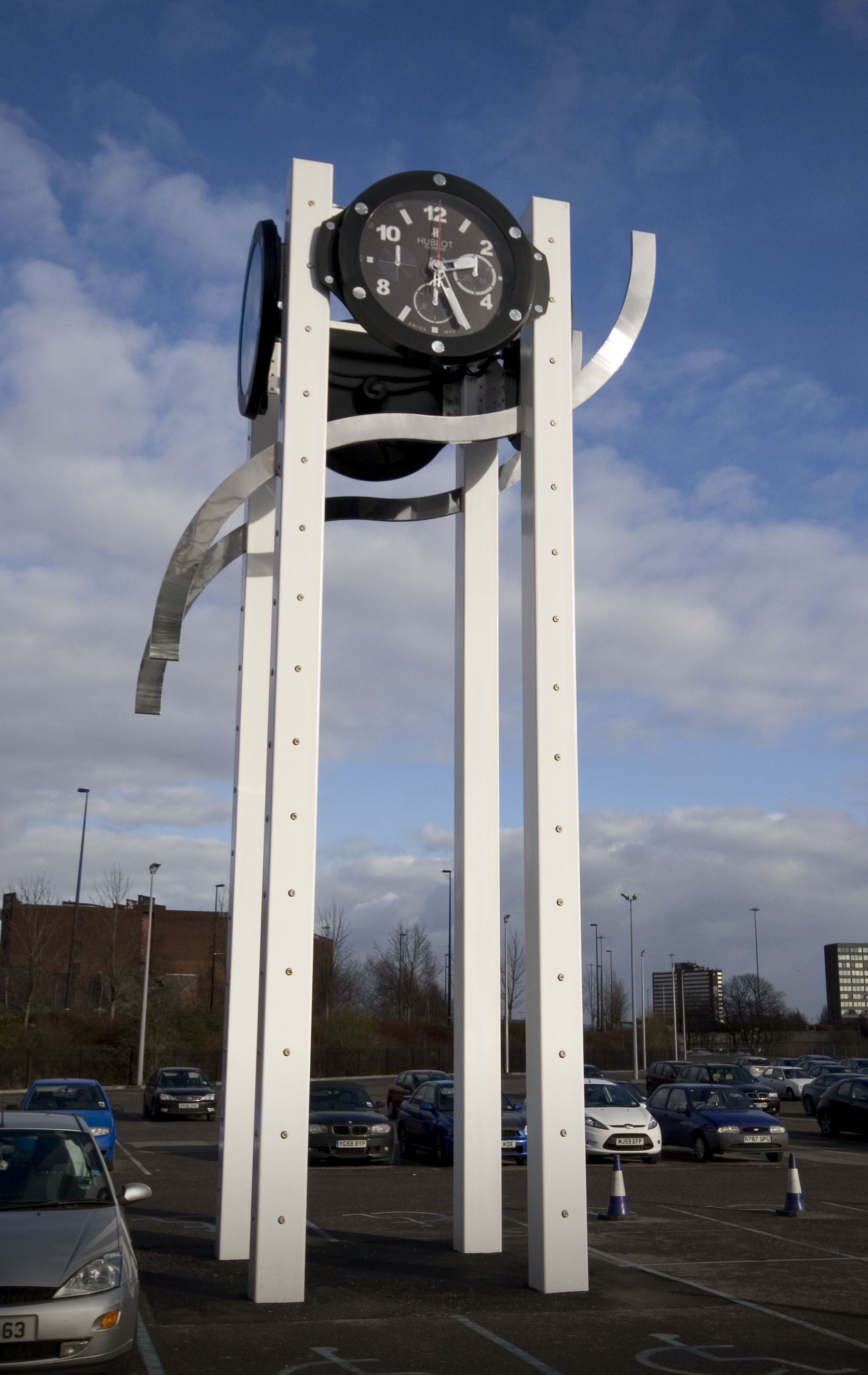
Hublot-Uhrturm

Das Spielfeld weist mit 105 Metern Länge und 68 Metern Breite die für Europacupwettbewerbe vorgeschriebene Maße auf. Die Spielfeldmitte liegt etwa neun Zoll (circa 23 Zentimeter) höher als die Ränder, so dass das Regenwasser besser abfließen kann. 25 Zentimeter unter dem Spielfeld ist eine Rasenheizung installiert, bestehend aus Plastikrohren mit einer Gesamtlänge von 23 Meilen (37 Kilometer). Seit der Saison 2013/14 besteht die Spielfläche aus einem 800.000 Pfund teuren Hybridrasen, zusammengesetzt aus 97 Prozent natürlichem Gras und drei Prozent Kunstfasern.
Mitte der 1980er Jahre, als Manchester United Besitzer der Basketballmannschaft Manchester Giants war, gab es Pläne, auf dem Gelände des heutigen Parkplatzes E1 eine Sporthalle mit 9.000 Plätzen zu errichten. Der damalige Vorsitzende Martin Edwards konnte jedoch nicht die notwendigen Geldmittel auftreiben, um das Projekt zu verwirklichen, und die Mannschaft wurde schließlich verkauft. Seit August 2009 steht auf diesem Parkplatz der Hublot Clock Tower, ein zehn Meter hoher Uhrturm, der wie das Logo des Schweizer Uhrenherstellers Hublot geformt ist und vier Zifferblätter von je zwei Metern Breite besitzt.
Anlässlich des 40. Jahrestages des erstmaligen Gewinns des Europapokals der Landesmeister wurde am 29. Mai 2008 eine weitere Bronzestatue von Philip Jackson enthüllt. Sie stellt die so genannte „heilige Dreifaltigkeit“ von Manchester United dar. Dabei handelt es sich um die Spieler George Best, Denis Law und Bobby Charlton, die damals als The United Trinity („Die United-Dreifaltigkeit“) bezeichnet worden waren. Die Statue steht am Sir Matt Busby Way, der an der Osttribüne entlang verlaufenden Straße, direkt gegenüber der Busby-Statue. In unmittelbarer Nähe des Stadions, am gegenüberliegenden Ufer des Bridgewater-Kanals, entsteht zurzeit das Hotel Football, ein zehngeschossiges Hotelgebäude mit 138 Zimmern. Das Projekt, das von den früheren United-Spielern Gary Neville und Ryan Giggs getragen wird, soll Ende 2014 abgeschlossen sein. Das Hotel soll außerdem Fanveranstaltungen mit bis zu 1.500 Teilnehmern ermöglichen.

## Planungen
Manchester United plant längerfristig eine weitere Erhöhung der Kapazität von Old Trafford. Vorgesehen ist ein Neubau der Südtribüne, die als einzige weiterhin nur über einen Rang verfügt. Würde der Neubau gleich wie die gegenüberliegende Nordtribüne gestaltet, so stiege die Kapazität des Stadions auf 95.000 Zuschauer an, womit 5.000 Plätze mehr als im Wembley-Stadion vorhanden wären. Ein solches Bauvorhaben würde Kosten von rund 100 Millionen Pfund verursachen. Ob das Projekt in dieser Form jemals verwirklicht wird, ist unsicher. Verglichen mit den übrigen Tribünenneubauten wäre es überproportional teuer, da aufgrund der beengten Platzverhältnisse hinter der Tribüne die angrenzende Bahnlinie aufwändig überbrückt werden müsste. Jenseits der Bahnlinie liegen zudem Privatgrundstücke mit Häusern darauf, die enteignet und aufgekauft werden müssten.
Im März 2025 wurden Pläne zum Abriss des Old Trafford und zur Errichtung einer über 2 Milliarden Pfund teuren hochmodernen Arena für 100.000 Zuschauer veröffentlicht.

## Nutzung neben Fußball

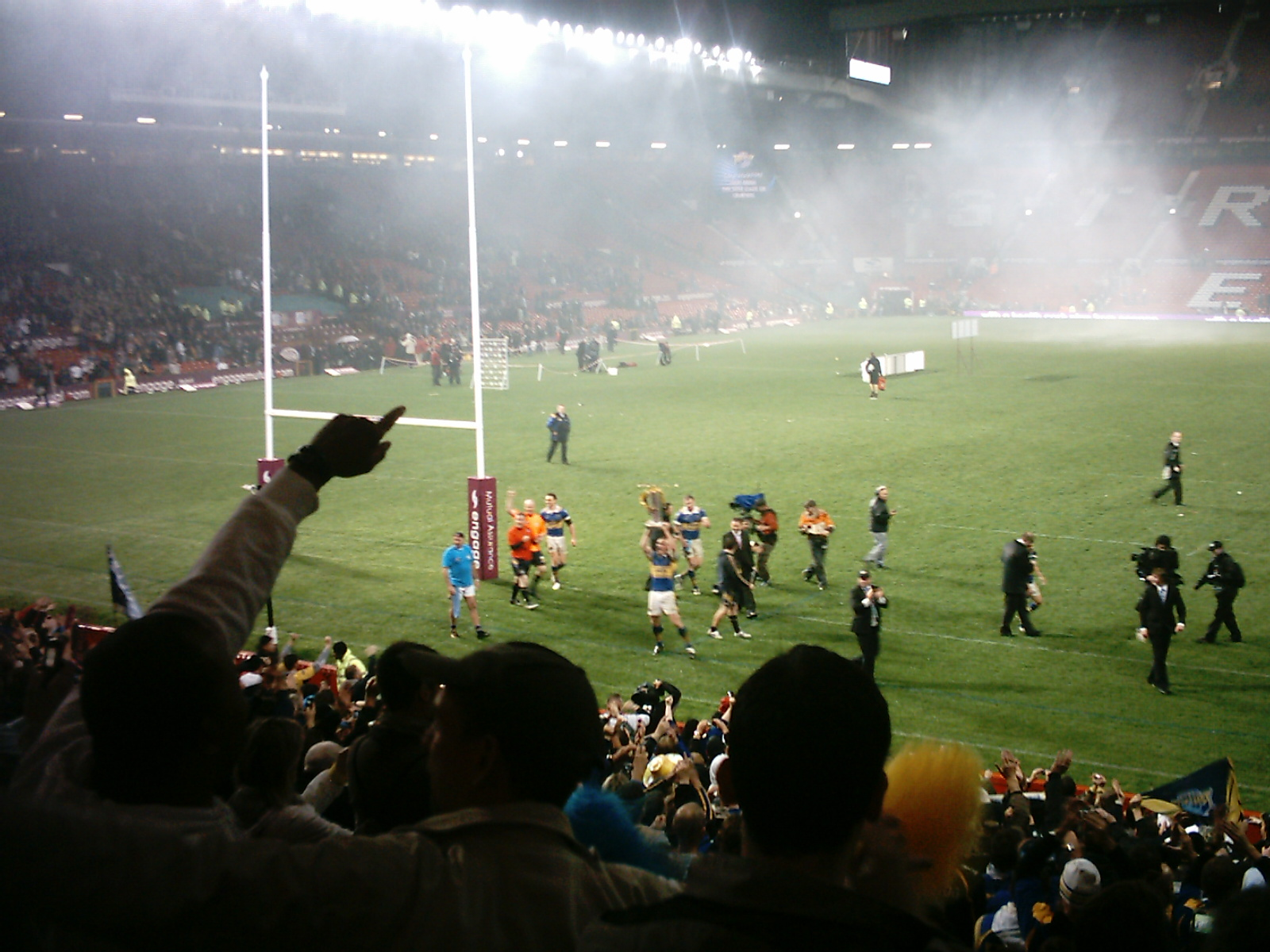
Die Leeds Rhinos feiern den Sieg im Meisterschaftsfinale der Super League gegen St Helens (2008)

Old Trafford ist kein reines Fußballstadion, sondern diente auch anderen Zwecken. Noch vor dem Stadionbau wurde das Gelände für Shinty, das traditionelle Spiel der schottischen Highlands, genutzt. Während des Ersten Weltkriegs trugen US-amerikanische Soldaten im Stadion Baseballspiele aus und 1981 fanden Cricketspiele im Rahmen des Lambert & Butler Cup statt. Am 9. Oktober 1993 war das Old Trafford Schauplatz eines Supermittelgewicht-Boxkampfes zwischen dem WBO-Weltmeister Chris Eubank und dem WBC-Weltmeister Nigel Benn. Der Kampf vor rund 42.000 Zuschauern endete nach neun Runden unentschieden.
Besondere Bedeutung hat das Old Trafford als Austragungsort von Rugby-Spielen, wobei Begegnungen in der League-Variante deutlich häufiger vorkommen als solche in der Union-Variante. Das Finale der Super League, der bedeutendsten europäischen Rugby-League-Meisterschaft, findet seit der Einführung des Playoff-Systems im Jahr 1998 ausschließlich im Old Trafford statt. Diese Vereinbarung ist noch bis mindestens 2017 in Kraft. Das erste Rugby-League-Spiel im Old Trafford gab es während der Saison 1924/25, als ein Auswahlteam der Grafschaft Lancashire die neuseeländische Nationalmannschaft empfing, wobei Manchester United 20 Prozent der Einnahmen erhielt. Das erste Meisterschaftsspiel folgte im November 1958: Vor 8.000 Zuschauern traf Salford auf Leeds.
Am 25. Oktober 1986 fand das erste Rugby-League-Länderspiel (Test Match) statt. Dabei schlug Australien vor 50.583 Zuschauern Großbritannien mit 38:16. Die dritte Austragung der World Club Challenge (Rugby-League-Weltpokal) wurde am 4. Oktober 1989 im Old Trafford ausgetragen; das Team aus Widnes schlug vor 30.768 Zuschauern die Canberra Raiders mit 30:18. Weitere Spiele zwischen den Nationalmannschaften Australiens und Großbritanniens folgten in den Jahren 1990, 1994 und 1997. Im Rahmen der Rugby-League-Weltmeisterschaft 1995 traf England im Halbfinale auf Wales und setzte sich vor 30.042 Fans mit 25:10 durch. Während der Rugby-League-Weltmeisterschaft 2000 war das Old Trafford Austragungsort des Endspiels. Dieses endete vor 44.329 Zuschauern mit einem 40:12-Sieg Australiens über Neuseeland. Auch das Endspiel der Rugby-League-Weltmeisterschaft 2013 wurde im Old Trafford ausgetragen. Australien siegte dabei mit 34:2 gegen Titelverteidiger Neuseeland. Die damalige Zuschauerzahl von 74.468 bedeutete darüber hinaus einen neuen Weltrekord für ein Rugby-League-Länderspiel.
Das erste Rugby-Union-Länderspiel im Old Trafford fand am 22. November 1997 statt, als die neuseeländischen All Blacks mit 25:8 gegen England gewannen. Ein zweites Länderspiel folgte am 6. Juni 2009; England siegte mit 37:5 gegen Argentinien. Das Stadion war als eines von zwölf Austragungsorten der Rugby-Union-Weltmeisterschaft 2015 vorgesehen. Im April 2013 kündigte Manchester United jedoch den Vertrag mit den Organisatoren, da der Verein befürchtete, die im Vergleich zu Rugby League ruppigere Spielweise in Gedrängen könnte die Qualität des neuen Hybridrasens beeinträchtigen.
Das Old Trafford war auch mehrfach Veranstaltungsort von Konzerten, wobei Künstler wie Bon Jovi, Genesis, Bruce Springsteen, Status Quo und Rod Stewart im Stadion auftraten. Eine Besonderheit war das Konzert von Simply Red am 29. Juni 1996 anlässlich der Fußball-Europameisterschaft 1996 in England.
Im September 1994 wurde hier eine Ausgabe der BBC-Musiksendung Songs of Praise aufgezeichnet. Old Trafford wird regelmäßig auch für private Anlässe genutzt, insbesondere Hochzeiten, Weihnachtsfeiern und geschäftliche Tagungen. Die erste Hochzeitsfeier auf dem Stadiongelände fand im Februar 1996 in der Premier Suite statt.

## Rekorde

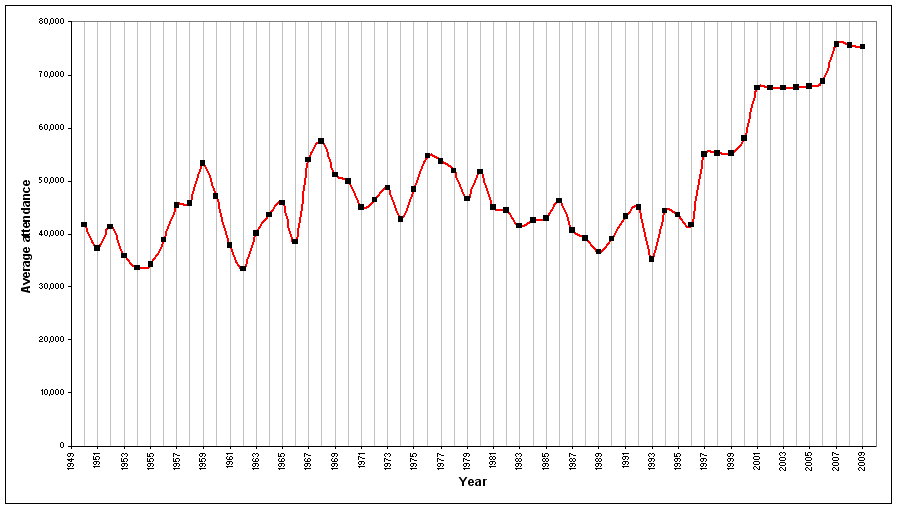
Grafische Darstellung des Zuschauerdurchschnitts im Old Trafford von 1949 bis 2008

Der Zuschauerrekord für ein Fußballspiel im Old Trafford kam am 25. März 1939 ohne Beteiligung von Manchester United zustande: Beim Halbfinale des FA Cup setzten sich vor 76.962 Zuschauern die Wolverhampton Wanderers mit 5:0 gegen Grimsby Town durch. Die höchste Zuschauerzahl für ein Meisterschaftsspiel der Heimmannschaft vor dem Zweiten Weltkrieg konnte am 27. Dezember 1920 verzeichnet werden, als 70.504 Besucher die 1:3-Niederlage gegen Aston Villa mitverfolgten. Diese beiden Rekorde kamen zustande, als das Stadion zwar noch bedeutend kleiner war als heute, aber überwiegend Stehplätze besaß. Der Rekord für ein Spiel im reinen Sitzplatzstadion beträgt 76.098, erzielt beim 4:1-Sieg von Manchester United gegen die Blackburn Rovers am 31. März 2007. Dies ist gleichzeitig die Rekordzuschauerzahl für ein Spiel der Premier League. Der Rekord für ein Freundschaftsspiel beträgt 74.731, als am 5. August 2011 Manchester United auf New York Cosmos traf.
Die tiefste Zuschauerzahl bei einem Meisterschaftsspiel wurde am 29. April 1950 erzielt, als lediglich 11.968 Zuschauer den 3:0-Sieg von Manchester United gegen den FC Fulham sahen. Für ein Spiel der Second Division zwischen Stockport County und Leicester City am 7. Mai 1921 wird die offizielle Zuschauerzahl mit 13 angegeben. Dieser Wert ist jedoch irreführend, da viele der rund 10.000 Zuschauer, die nach dem zuvor ausgetragenen Spiel zwischen Manchester United und Derby County im Stadion geblieben waren, nicht mitgezählt wurden.
Der höchste Zuschauerschnitt über eine gesamte Meisterschaft datiert aus der Saison 2006/07, als bei den 19 Premier-League-Heimspielen durchschnittlich 75.826 Zuschauer im Old Trafford anwesend waren. Die höchste Gesamtzuschauerzahl für Manchester United folgte in der Saison 2008/09: Insgesamt kamen 2.197.429 Menschen zu 30 Spielen (19 Premier League, 1 FA-Cup, 4 League Cup, 6 Champions League). Der tiefste Zuschauerschnitt (Meisterschafts- und Pokalspiele) beträgt 11.685 in der Saison 1930/31.
Die Angaben zu den Zuschauerzahlen (und somit auch den Rekorden) variieren je nach Zählweise. Während Manchester United wie andere Vereine auch als Besucherzahl immer die Anzahl der verkauften Karten angab, zählte die Polizei aus Sicherheitsgründen die Zahl der tatsächlich im Stadion erscheinenden Zuschauer: Bis April 2013 hatte Manchester United nach diesen Zahlen in der Saison 2012/13 einen Zuschauerschnitt von 61.739, der Verein hingegen gab den Schnitt mit 73.653 an. Bei einem Champions-League-Spiel im Dezember 2012 gegen CFR Cluj wurden 71.521 Karten verkauft, aber nur 46.894 erschienen laut Polizei zum Spiel.

## Verkehrsanbindung

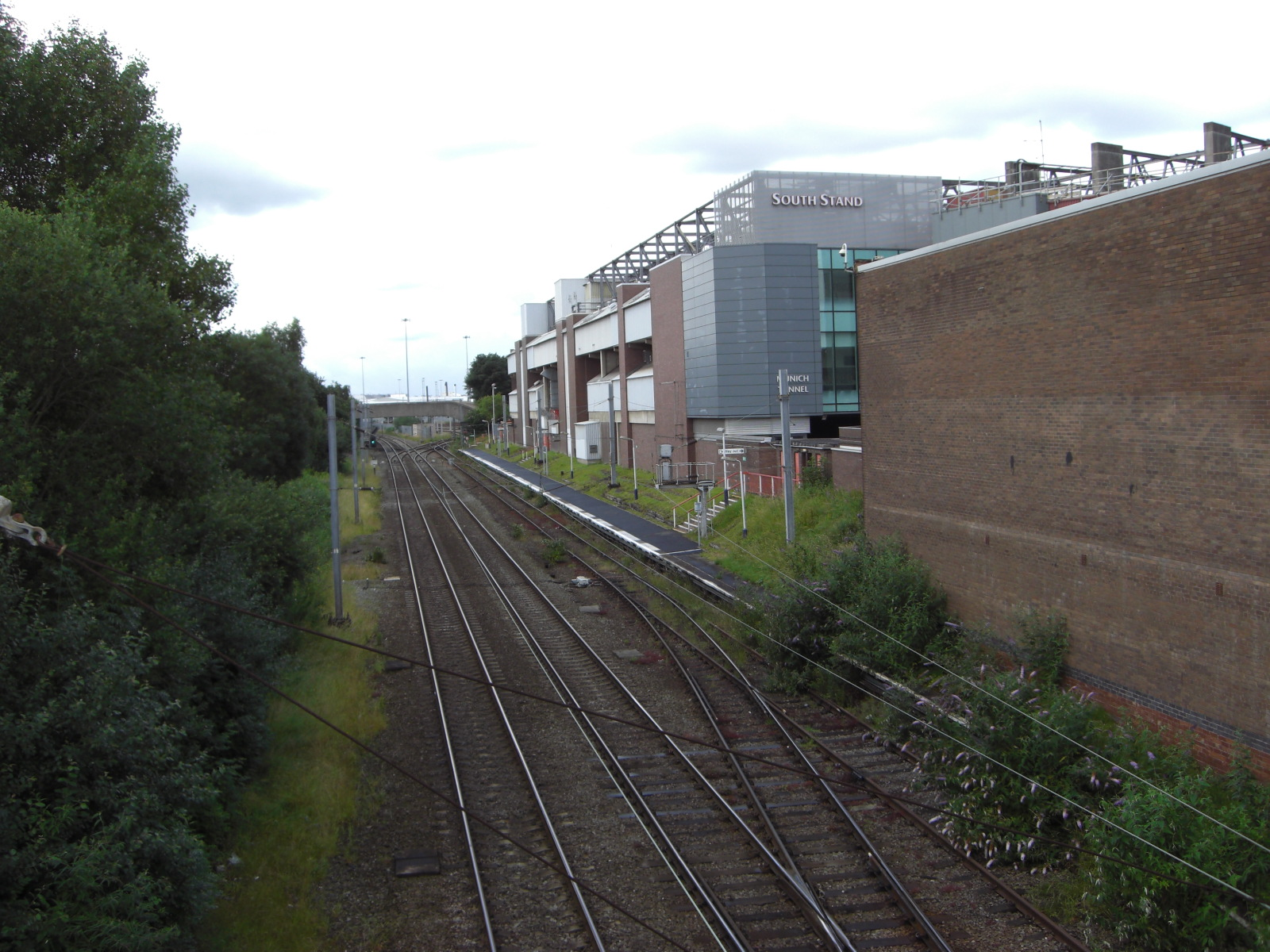
Bahnhaltestelle neben dem Stadion mit der eng angrenzenden Südtribüne

Angrenzend an die Südtribüne des Stadions befindet sich die Bahnhaltestelle Manchester United Football Ground. Sie liegt an der Bahnstrecke Liverpool–Warrington–Manchester, zwischen den Bahnhöfen Trafford Park und Deansgate. Sie wird seit ihrer Eröffnung im Jahr 1935 ausschließlich an Spieltagen von Sonderzügen bedient, die vom und zum Hauptbahnhof Manchester Piccadilly verkehren (mit Zwischenhalt an der Oxford Road). Ihr Betrieb erfolgt durch die Bahngesellschaft Northern Rail. Außerdem ist das Stadion mit der Stadtbahn Manchester Metrolink erreichbar. Die nächstgelegenen Haltestellen sind Exchange Quay (an der Linie nach Eccles) und Old Trafford (an der Linie nach Altrincham neben dem Old Trafford Cricket Ground) und sind beide einige Minuten zu Fuß entfernt. Automobilisten können ihr Fahrzeug auf den vereinseigenen Parkplätzen abstellen, die sich östlich und westlich des Stadions sowie entlang dem Bridgewater-Kanal befinden (bis in eine Entfernung von etwa 600 Metern). Zusätzlich halten mehrere Buslinien unweit des Stadions.